# Enolmis acanthella
Enolmis acanthella is een vlinder uit de familie dikkopmotten (Scythrididae). De wetenschappelijke naam is voor het eerst geldig gepubliceerd in 1824 door Jean-Baptiste Godart.
De soort komt voor in Europa. De Nederlandstalige benaming is Korstmosdikkopmot.